# Vorotan
Il fiume Vorotan (in armeno Որոտան?) è un fiume della Transcaucasia, affluente destro dell'Hakari che a sua volta è affluente sinistro del fiume Aras e sub-affluente del Kura.
Esso ha origine nel sud dell'Armenia, nella provincia di Syunik, e corre per 119 km in territorio armeno in direzione sud-est, poi per 59 km in Nagorno-Karabakh prima di immettersi nell'Hakari e quindi nell'Aras nei pressi del confine con l'Iran.
Il fiume attraversa un territorio particolarmente montuoso scavando numerosi canyon lungo il suo corso e bagna diversi centri urbani tra i quali i più importanti sono Sisian in Armenia e Sanasar in Nagorno Karabakh. 
L'acqua è utilizzata per uso irriguo e per alimentare alcune centrali idroelettriche. Lungo il suo corso è stato creato il bacino di Spandarian (in territorio armeno, prima di Sisian).
Il fiume ha dato nome all'omonimo passo Vorotan che separa la regione dello Zangezur dal resto dell'Armenia.